# MasterChef (programa de televisión colombiano)
MasterChef Colombia es la adaptación colombiana del famoso concurso gastronómico MasterChef, presentado en más de 145 países. Producido y emitido por RCN Televisión, en colaboración con Shine International y 5 y 6 Producciones. Emitido en Latinoamérica, días después de su estreno en Colombia por los canales TLC y Discovery Home and Health. El programa de telerrealidad fue conducido en sus dos temporadas  por Claudia Bahamón, mientras que Paco Roncero, Jorge Rausch y Nicolás de Zubiría fueron los jurados encargados de calificar los platos de los aspirantes, en ambas temporadas.
Luego del éxito de la primera edición se realizó la segunda versión local del concurso denominada MasterChef Junior, conformada por niños de entre 8 y 13 años de edad, y en la cual la terna de jurados estaba conformada por Jorge Rausch, Nicolás De Zubiría y el mexicano José Ramón Castillo.
Casi dos años después de finalizarse la segunda temporada del formato original, el Canal RCN anunció la producción de una tercera versión,integrada por figuras públicas y famosas, que llevaría por título MasterChef Celebrity, en la que continúan los chef Jorge Rausch, Nicolás de Zubiría y llega el chef chileno Christopher Carpentier como parte del jurado.

## Pruebas
El programa lleva un formato que consta de pruebas fijas en las que ocurren varios sucesos para tener como resultado una eliminación cada programa.
Preliminares.' De todos los cocineros aficionados que audicionarion en todo el país, cientos son elegidos para cocinar su plato base a los tres jueces. Cada juez prueba el platillo y da su opinión antes de votar “sí” o un “no”. Al recibir dos votos “sí” ganan automáticamente un delantal blanco MasterChef.
- La caja misteriosa. Los concursantes recibirán un número de ingredientes con los que deben a hacer un platillo a su gusto.

- Prueba de eliminación. El mejor concursante de la caja misteriosa puede elegir el alimento que todos los otros deben cocinar, y tal vez obtener otras ventajas.

- Temática en equipos. Este desafío se centra en variantes lugares fuera del set de grabación y se dividen los concursantes en equipos, azul y rojo, que consisten en números iguales y se les da una tarea. Después de completar con todos los platillos, la gente elige que comida fue mejor y el equipo perdedor debe competir en un desafío de eliminación, conocido como “prueba de presión”.

- La prueba de presión. El equipo perdedor en el desafío de equipos, tiene muy poco tiempo para sorprender a los jueces con un platillo y el perdedor es el concursante que es expulsado del programa permanentemente.

- Reto creativo. El jurado tendrá que decir qué plato va a ser elaborado por los aspirantes.

- Imitación a un platillo. Al programa asistirá un invitado especial (casi siempre un chef), en el cual trae un platillo hecho por él; donde, después los concursantes tienen que imitar perfectamente el plato principal del mismo.

## Jurados
| Jurado             | Profesión |
| ------------------ | --- |
| Paco Roncero       | Es uno de los máximos representantes de la vanguardia culinaria española. Una vanguardia técnica y creativa que se traduce no solo en un estilo de cocina sino también, en la manera de ofrecer y entender la gastronomía como una experiencia sensorial única. Actualmente es chef ejecutivo y director del Casino de Madrid y de su restaurante La Terraza del Casino; de los gastrobares Estado Puro en Madrid, Ibiza y en Shanghái; del restaurante Barbarossa by Paco Roncero, también en Shanghái; de Versión Original by Paco Roncero en Bogotá; del multiespacio gastronómico Sinergias en Platea Madrid y de Sublimotion, el restaurante más avanzado e innovador jamás imaginado que se ubica en el Hotel Hard Rock de Ibiza, el primer hotel de la famosa cadena en Europa. La cocina de Paco Roncero es el resultado del dominio magistral de las más evolucionadas técnicas culinarias, de su desbordante creatividad y sensibilidad innata y de su capacidad de innovación y espíritu investigador; un estilo que ha dado como resultado importantes aportaciones a la vanguardia culinaria mundial. Así, en la Terraza del Casino, ostenta dos Estrellas Michelin de la Guía Michelín y tres soles de la Guía Repsol, un reconocimiento tanto a su cocina como al especial cuidado que pone como director en todos los detalles que interviene en el ritual gastronómico. |
| Jorge Rausch       | El nuevo jurado de MasterChef Colombia es considerado uno de los chef más importantes y reconocidos de la gastronomía colombiana. Su restaurante Criterión, en la zona G de Bogotá, es uno de los mejores establecimientos del país y de América Latina por su calidad e innovación en la comida. Jorge inició su carrera como cocinero a la edad de 26 años cuando descubrió que la economía, carrera que estudiaba en ese entonces, no era para lo que quería trabajar durante toda su vida. Es por esto que decide viajar a Inglaterra e iniciar un duro camino en la cocina a una edad, que para él, no es la mejor para iniciar una profesión como chef. Jorge logra ganar renombre y obtiene diversos reconocimientos en la industria de la cocina como los premios a Mejor Restaurante y Mejor Chef en los años 2009 y 2010, y un premio internacional, a través de The American Academy of Hospitality Sciences, el cual los reconoció con el Five Diamond Star Award, un prestigioso símbolo internacional otorgado solo a los mejores. |
| Nicolás de Zubiría | A pesar de su juventud, su experiencia en los mejores restaurantes llevó a este cartagenero nacido el 14 de septiembre de 1983 a convertirse en uno de los tres jurados de MasterChef Colombia. Nicolás es chef y socio de los restaurantes Magnolio, NN y Kong los cuales tienen una muy buena reputación en la gastronomía colombiana. Su carrera como cocinero inicia cuando decide estudiar en Vancouver, Canadá, una ciudad que lo ayudó mucho a explorar sabores y probar nuevos platos de diferentes culturas, ya que ese lugar cuenta con habitantes de todo el mundo que, con sus hábitos alimenticios, hacían que la propuesta gastronómica fuera variada. |

## Ediciones
| Temporada | Temporada | Fecha Inicio        | Fecha Final         | Capítulos | Finalistas        | Finalistas       | Finalistas       | Índice de audiencia promedio |
| Temporada | Temporada | Fecha Inicio        | Fecha Final         | Capítulos | Ganador           | Segundo          | Tercero          | Índice de audiencia promedio |
| --------- | --------- | ------------------- | ------------------- | --------- | ----------------- | ---------------- | ---------------- | ---------------------------- |
|           | 1         | 14 de enero de 2015 | 21 de abril de 2015 | 68        | Federico Martínez | Paulo Jo Chung   | Mª Luisa Arias   | 9.4                          |
|           | 2         | 30 de marzo de 2016 | 8 de julio de 2016  | 66        | Leonardo Morán    | Ana Belén Charry | Natalia Restrepo | 5.8                          |

### Premios TVyNovelas
| Año  | Categoría                            | Nominado                             | Resultado |
| ---- | ------------------------------------ | ------------------------------------ | --------- |
| 2016 | Mejor programa de concurso o reality | Mejor programa de concurso o reality | Nominado  |
| 2016 | Mejor presentador(a) de variedades   | Claudia Bahamón                      | Nominada  |
| 2017 | Mejor programa de concurso o reality | Mejor programa de concurso o reality | Nominado  |
| 2017 | Mejor presentador(a) de variedades   | Claudia Bahamón                      | Ganadora  |

### Premios India Catalina
| Año  | Categoría                               | Nominado                          | Resultado |
| ---- | --------------------------------------- | --------------------------------- | --------- |
| 2016 | Mejor programa reality o concurso       | Mejor programa reality o concurso | Nominado  |
| 2016 | Mejor presentador(a) de entretenimiento | Claudia Bahamón                   | Nominada  |
| 2017 | Mejor programa reality o concurso       | Mejor programa reality o concurso | Nominado  |
| 2017 | Mejor director de arte                  | Andrés Vargas                     | Nominado  |
| 2017 | Mejor fotógrafo                         | Luis Fernando Traslaviña          | Nominado  |